# Adolf Taimi
Adolf Taimi (1881 - 1955) foi um líder comunista finlandês, membro do governo vermelho de 1918, durante a Guerra Civil Finlandesa, após a qual fugiu para a União Soviética.

## Vida pregressa
Adolf Taimi nasceu e foi criado em São Petersburgo. Ele se juntou ao Partido Trabalhista Social-Democrata Russo em 1902.
Como membro da ala bolchevique do partido, Taimi foi preso pela primeira vez em 1906. Ele foi deportado para a cidade de Nikolski. Mais tarde, Taimi voltou para São Petersburgo , onde conheceu a pessoa de contato Nadezhda Krupskaya , que enviou Taimi para Helsinque por causa de suas habilidades linguísticas.
Em Helsinque, Taimi trabalhou em um estaleiro do exército russo e atuou no Comitê Militar Bolchevique. Taimi também teve contato com o círculo radical social-democrata finlandês. 
Em 1912, Taimi foi preso novamente e exilado na Sibéria por quatro anos. Durante seu exílio, Taimi estudou literatura marxista. Após a Revolução de Fevereiro, Taimi retornou a São Petersburgo , onde os bolcheviques o enviaram a Helsinque em abril de 1917.
Na Finlândia, Taimi tinha a missão de estar em contato com soldados bolcheviques e social-democratas finlandeses. Taimi participou da conferência partidária do Partido Social Democrata Finlandês em junho e novembro.
Em seus discursos, Taimi exortou os finlandeses à revolução. Em dezembro, ele instou a Guarda Trabalhista a operar de forma independente, se necessário. Em janeiro, Taimi foi eleito "membro adicional" do comitê do partido. Ele trabalhou o tempo todo em estreita cooperação com o Conselho de Helsinque liderado pelos bolcheviques.
Durante a Guerra Civil, Taimi foi delegado para assuntos internos da Delegação do Povo, na qual tinha ligações com os Guardas Vermelhos. Quando o delegado para Assuntos Internos, Comandante Supremo da Guarda Vermelha Eero Haapalainen foi deposto por causa do alcoolismo , seus substitutos foram Taimi, Eino Rahja e Evert Eloranta.
Após o fim da guerra civil, Taimi fugiu para a Rússia Soviética , onde foi um dos membros fundadores do Partido Comunista Finlandês em 1918.
Taimi foi eleito membro do Comitê Central do Partido Comunista em 1924. Em 1923 aliou-se a Otto Wille Kuusinen e Kullervo Manner contra Eino Rahjaa, acusado de ser inadequado na liderança do partido.
Taimi trabalhou nas organizações clandestinas do Partido Comunista Finlandês na Finlândia em 1922–1923 e 1927–1928. Taimi também era ativo na Comintern. Taimi foi preso na Finlândia em 1928 e recebeu uma longa sentença de prisão.
Taimi foi lançado após a Guerra de Inverno junto com Toivo Antikainen. Ambos foram deportados de volta para a União Soviética. Taimi estabeleceu-se na República Socialista Soviética Carelo-Finlandesa. Taimi foi interceptado por prisão, disputas com outros comunistas finlandeses e não conseguiu subir nos escalões mais altos do Partido Comunista Finlandês. Taimi publicou suas memórias em 1954 em finlandês.